# شاهزاده‌نشین قندهار
شاهزاده‌نشین قندهار حکومتی بود که از سال ۱۸۱۸ تا ۱۸۵۵ در قندهار وجود داشت. این حکومت توسط برادران دیل، از خاندان بارک‌زایی، در یک اتحادیه اداره می‌شد. در سال ۱۸۵۵ این شاهزاده توسط دوست‌محمد خان فتح شد.